# Vías Verdes de Gerona
Los antecedentes históricos de las vías verdes hay que ir a buscarlos en la red de ferrocarriles que configuraba la comunicación entre pueblos de las comarcas gerundenses. A finales del siglo XIX, la iniciativa privada de la burguesía industrial, con el apoyo de la ciudadanía y el apoyo técnico de ingenieros civiles, fue implantando los llamados trenes económicos para incrementar la circulación de mercancías y el acceso a las zonas portuarias. Esto supuso un avance importante en la industrialización y la comunicación entre pueblos.
Las Vías Verdes de Gerona, galardonadas con el 2º Premio de Vías Verdes Europeas 2003 y una Mención Especial en 2007, permiten ir desde el Pirineo gerundense hasta la Costa Brava en bicicleta o caminando. El trayecto transcurre a través de cinco de las ocho comarcas gerundenses: el Bajo Ampurdán, el Gironés, la Selva, la Garrocha y el Ripollés.
El recorrido, de 125 km, está estructurado en cuatro tramos: la Ruta del Ferro i del Carbó (Ruta del Hierro y del Carbón), que va de Ripoll a Ogassa pasando por San Juan de las Abadesas; la Ruta del Carrilet I Olot – Gerona, que enlaza las dos ciudades atravesando los pueblos de los valles de los ríos Fluviá, Brugent y Ter; la Ruta del Carrilet II Gerona – San Felíu de Guixols, que desde Gerona atraviesa por su margen oriental la depresión de la comarca de la Selva hasta Llagostera, y desde allí sigue a través del valle del río Ridaura llegando al Mediterráneo por San Felíu de Guixols. Junto al mar, la Ruta del Tren Petit (Ruta del Tren Pequeño), une las poblaciones de Palamós y Palafrugell.
1 - Vía verde del Ferro i del Carbó (del Hierro y del Carbón): Ripoll - Ogassa (12 km)

2 - Vía verde del Carrilet I: Olot - Gerona (54 km)

3 - Vía verde del Carrilet II: Gerona - San Feliu de Guíxols (40 km)

4 - Vía verde del Tren Petit (del Tren Pequeño): Palamós - Palafrugell (6 km)

Las cuatro vías verdes de la provincia de Gerona están gestionadas por un mismo organismo: el Consorci Vies Verdes de Girona. Esta entidad integra los veintiocho ayuntamientos de las poblaciones por las que transcurren los cuatro itinerarios. 